# Seo Hyo-won (calciatore)
Seo Hyo-won (서효원?; 16 settembre 1967) è un ex calciatore sudcoreano, di ruolo centrocampista.